# Spinepeira
Genre
Spinepeira est un genre d'araignées aranéomorphes de la famille des Araneidae.

## Distribution
Les espèces de ce genre se rencontrent au Pérou et en Équateur.

## Liste des espèces
Selon World Spider Catalog (version 26, 14/07/2025) :
- Spinepeira erwini Díaz-Guevara & Dupérré, 2025
- Spinepeira schlingeri Levi, 1995

## Systématique et taxinomie
Ce genre a été décrit par Levi en 1995 dans les Araneidae.

## Publication originale
- Levi, 1995 : « Orb-weaving spiders Actinosoma, Spilasma, Micrepeira, Pronous, and four new genera (Araneae: Araneidae). » Bulletin of the Museum of Comparative Zoology, vol. 154, no 3, p. 153-213 (texte intégral).